# Eddie Hamilton
Eddie Hamilton is een Britse filmeditor.
Hamilton werkt sinds eind jaren negentig als filmmonteur in de filmindustrie. Zijn werk omvat meer dan 30 producties voor film en televisie. Hij heeft meerdere malen samengewerkt met filmregisseur Matthew Vaughn. Zijn focus ligt op actiefilms, waaronder de laatste twee films uit de Mission: Impossible-filmreeks. Hij is ook actief in het lesgeven en heeft cursussen gegeven aan de London Film Academy, London Film School en Metropolitan Film School.
Hamilton is lid van de Academy of Motion Picture Arts and Sciences (AMPAS), American Cinema Editors (ACE) en de British Academy of Film and Television Arts (BAFTA).

## Filmografie
Exclusief korte films en televisieproducties.
| Jaar | Titel                                         | Opmerkingen                     |
| ---- | --------------------------------------------- | ------------------------------- |
| 1998 | Urban Ghost Story                             |                                 |
| 2000 | Being Considered                              | met George Akers                |
| 2000 | Dead Babies                                   |                                 |
| 2000 | The Quarry Men                                |                                 |
| 2001 | Mr In-Between                                 |                                 |
| 2001 | Large                                         |                                 |
| 2001 | Mean Machine                                  | met Dayn Williams               |
| 2002 | Club Le Monde                                 |                                 |
| 2002 | Swept Away                                    |                                 |
| 2003 | Crime Spree                                   |                                 |
| 2004 | Resident Evil: Apocalypse                     |                                 |
| 2004 | Spivs                                         |                                 |
| 2005 | Shadows in the Sun                            |                                 |
| 2006 | Minotaur                                      |                                 |
| 2006 | DOA: Dead or Alive                            | met Ka-Fai Cheung en Angie Lam  |
| 2008 | Freebird                                      | met Celia Haining               |
| 2010 | Kick-Ass                                      | met Pietro Scalia en Jon Harris |
| 2011 | X-Men: First Class                            | met Lee Smith                   |
| 2011 | Swinging with the Finkels                     |                                 |
| 2011 | Foster                                        |                                 |
| 2013 | Jadoo                                         |                                 |
| 2013 | All Things to All Men                         |                                 |
| 2013 | Kick-Ass 2                                    |                                 |
| 2013 | Event 15                                      | met Martin Brinkler             |
| 2014 | The Loft                                      |                                 |
| 2014 | Kingsman: The Secret Service                  | met Jon Harris                  |
| 2015 | Mission: Impossible – Rogue Nation            |                                 |
| 2017 | Kingsman: The Golden Circle                   |                                 |
| 2018 | Mission: Impossible – Fallout                 |                                 |
| 2022 | Top Gun: Maverick                             | met Chris Lebenzon              |
| 2023 | Mission: Impossible – Dead Reckoning Part One |                                 |